# Waitupu Stream Falls
Die Waitupu Stream Falls sind ein Wasserfall auf der Nordinsel Neuseelands. Im Gebiet von Waitakere City in der Region Auckland liegt er am Rand eines Steinbruchs im Lauf des Waitupu Stream. Seine Fallhöhe beträgt etwa 5 Meter.
Der Wasserfall befindet sich auf Privatgelände und kann lediglich von der Te Henga Road aus eingesehen werden, der Straße von Auckland nach Te Henga (Bethells Beach).